# Монолитный купол

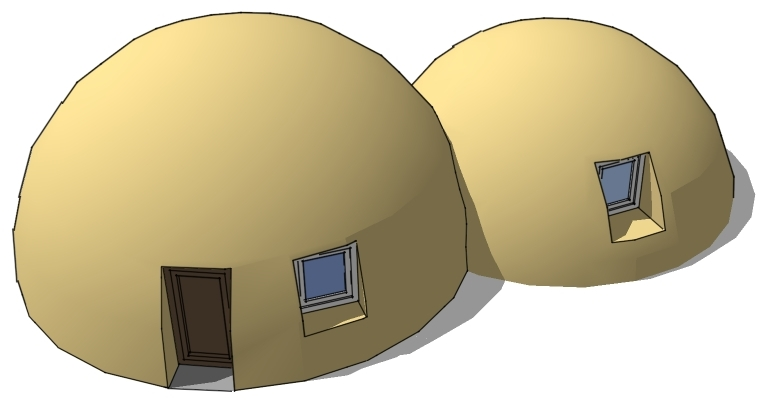

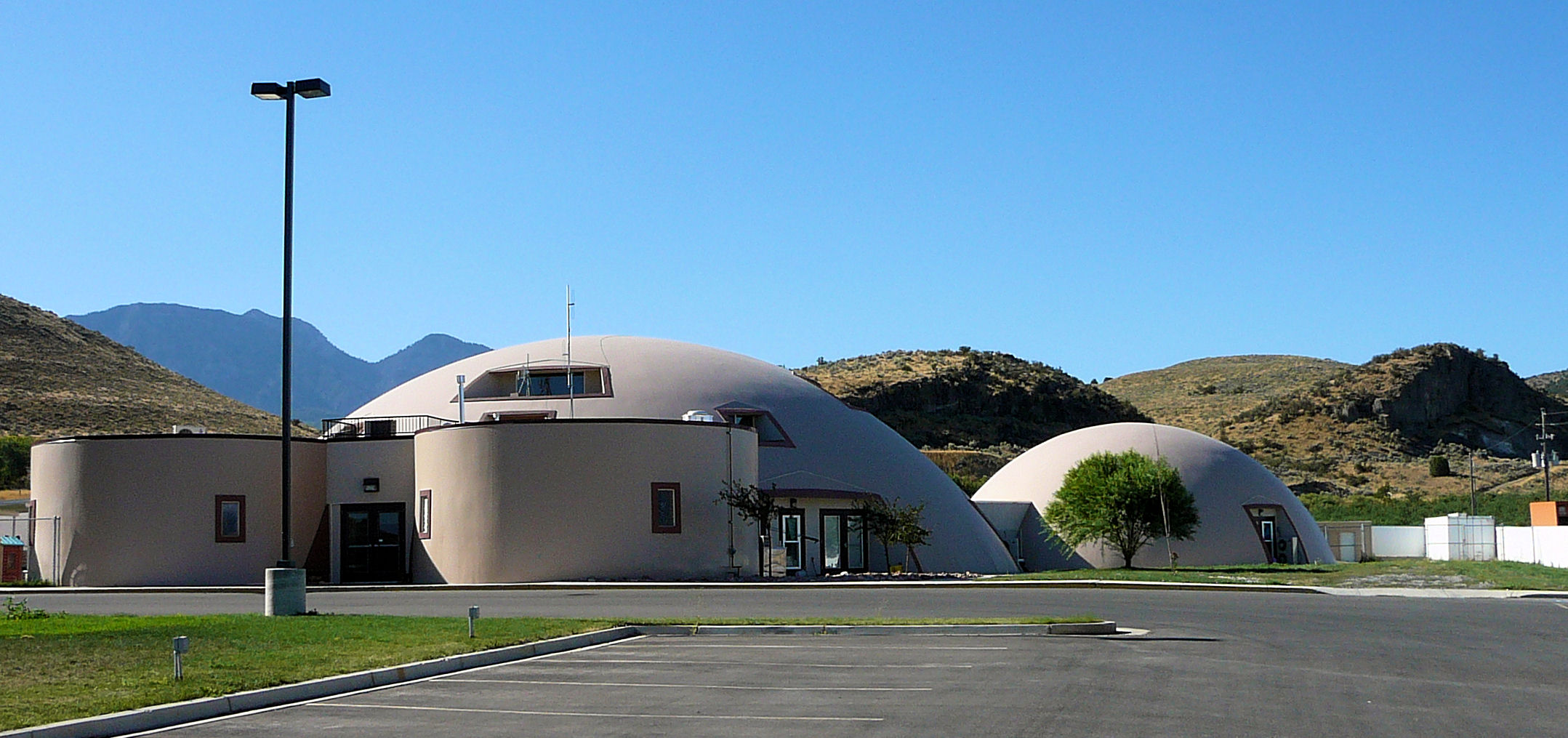
Пример монолитного купола в «Центре поддержки мигрантов Centro de la Familia de Utah», Генола, Юта.

Монолитный купол представляет собой цельную конструкцию, имеющую форму верхней половины сферы. Монолитные купола обычно изготавливаются из бетона и представляют собой пример монолитной архитектуры, устойчивой к разрушению. Бедствия, такие как ураганы, торнадо и землетрясения, могут разрушить монолитные купола, но они очень устойчивы.
Монолитные купола являются разновидностью геодезических куполов.

## История
Иглу — самый ранний пример монолитного купола. Хотя оно построено из блоков сжатого снега, эти блоки тают и повторно замерзают, образуя прочную однородную структуру. Куполообразная форма иглу демонстрирует два основных преимущества куполообразной конструкции: большую прочность и хорошую изоляцию. Прочность обусловлена естественной прочностью арки, а теплоизоляция — минимальной площадью поверхности сферического сечения.
Первая современная монолитная купольная конструкция была построена в Прово, США, архитектором Ли К. Неллом и открыта в 1963 году как ледовый каток. Названное Turtle Reams после того, как в 1967 году новый владелец Пол Рим превратил его в универсальный магазин, здание простояло до тех пор, пока в 2006 году его не снесли для нового строительства.
Turtle Reams был построен путем создания насыпи из земли желаемой формы, эллипсоидной секции длиной 240 футов (73 м), шириной 160 футов (49 м) и высотой 40 футов (12 м). Затем насыпь была покрыта сеткой из арматуры для обеспечения прочности и слоем бетона толщиной примерно 4 дюйма (100 мм). После того, как бетон затвердел, насыпь вытащили через дверные проемы, оставив крышу стоять на своем месте. Затем залили пол, чтобы завершить конструкцию.
Сегодня монолитные купола используются в различных жилых, коммерческих и промышленных проектах. Благодаря прочности, долговечности и экономичности они используются для хранения больших объёмов различных товаров в цементной, минеральной, сельскохозяйственной, энергетической и горнодобывающей промышленности. Благодаря своей конструктивной целостности они используются в качестве защитных сооружений на некоторых атомных электростанциях. Формы были изготовлены с использованием почти всех распространенных конструкционных материалов, включая ткань, поддерживаемую давлением воздуха.